# Hieronymus Eschenbach
Hieronymus Christoph Wilhelm Eschenbach (* 30. März 1764 in Leipzig; † 7. März 1797 in der Provinz Madras) war ein deutscher Mathematiker und Übersetzer.

## Leben
Hieronymus Eschenbach war der Sohn von Christoph Elias Gottlieb Eschenbach, kurfürstlich sächsischer Hofposamentierer. Sein Bruder war der Mediziner, Chemiker und Hochschullehrer Christian Gotthold Eschenbach.
Er besuchte von 1776 bis 1782 die Landesschule Meißen und begann dann ein Mathematik- und Physik-Studium an der Universität Leipzig; dort hörte er unter anderem Vorlesungen bei Carl Friedrich Hindenburg und erhielt am 31. Januar 1785 für seine Dissertation Dissertatio de serierum reversione formulis analytico-combinatoriis exhibita die Magisterwürde. Bis 1791 war er als Privatdozent an der Universität Leipzig tätig und erhielt dann eine Anstellung als Ingenieurhauptmann bei der Holländischen Ostindien-Kompanie. Er begann mit seiner Tätigkeit im Vorgebirge des Kap der Guten Hoffnung und kam dann nach Batavia und war anschließend in Malaka tätig.
Bei der Eroberung von Malaka 1796 durch die Engländer geriet er in deren Kriegsgefangenschaft und wurde nach Madras verbracht, dort verstarb er dann.

### Wissenschaftliches Wirken
Seine wissenschaftliche Tätigkeit bestand in der Übersetzung einer großen Anzahl von zumeist physikalischen Werken aus dem holländischen, französischen und schwedischen in deutsche und lateinische Sprache.
Er schrieb auch eigene Werke in lateinischer Sprache, in denen er mathematischen Abhandlungen erstellte, die nach der kombinatorischen Analyse behandelt wurden, die sein Lehrer Carl Friedrich Hindenburg begründet hatte.

## Schriften (Auswahl)
- Album amicorum. Duitsland; Nederland; Nederlands Indië, 1781–1797.
- Martin Müller; Hieronymus Christoph Wilhelm Eschenbach: Martin Müllers Ingenieurs, Landmessers und Visirers zu Gröningen Versuch den Inhalt der Fässer durch Anwendung der Muschellinie zu finden. Aus dem Holländischen; mit einem Kupfer. Leipzig Hilscher 1784.
- Dissertatio de serierum reversione formulis analytico-combinatoriis exhibita. 1785.
- Hieronymus Christoph Wilhelm Eschenbach; Abraham Gotthelf Kästner: Ad C.G. Eschenbach epistola H.C.V.E. Inest in locum Kaestnerianum de multipli angulorum tangentibus commentatio. Lipsiæ 1785.
- Ad fratrem Christian. Gotthold Eschenbach, ordinariam chemiae professionem adeuntem, epistola Hieronymi Christophori Vilelmi Eschenbach, Inest in locum Kaestnerianum de multipli angulorum tangentibus commentatio. Litteris Breitkopfiis, Lipsiae 1785.
- John Cuthbertson; Hieronymus Christoph Wilhelm Eschenbach; Burndy Library: John Cuthbertson’s Abhandlung von der Elektrizität: nebst einer genauen Beschreibung der dahingehörigen Werkzeuge und Versuche. Im Schwickertschen Verlage, Leipzig 1786.
- Jan Meerman, Heer van Dalem en Vuren; Hieronymus Christoph Wilhelm Eschenbach: Geschichte des Grafen Wilhelm von Holland, römischen Königs. Aus dem Holländischen (bey Hieronymus Christoph Wilhelm Eschenbach). Leipzig 1787.
- M. van Marum; Hieronymus Christoph Wilhelm Eschenbach: Beschreibung einer ungemein grossen Elektrisier-Maschine: und der damit im Teylerschen Museum zu Haarlem. im Schwickertschen Verlage, Leipzig 1788, Textarchiv – Internet Archive.
- Beschreibung und Gebrauch des Funkischen Erdkörpers, oder der Erde nach ihren verschiedenen Zonen auf einem von der Kugelgestalt wenig abweichenden Körper vorgestellt. Berlin 1788.
- Resolutio Problematis geographici, quomodo, si datur obiediduobus e locis dissitis visi, distantia a superficieterrae alteriusque loci situs, determinari possit loci alterius et puncti, in cuius vertice fuit obiectum, positio. litteris Breitkopfiis, Lipsiae 1788.
- Johann Michael Pflug, Hieronymus Christoph Wilhelm Eschenbach: De serierum reversione formulis analytico-combinatoriis exhibita specimen: quod amplissimi philosophorum ordinis auctoritate ad disceptandum proponit / Hieronymus Christophorus Vilelmus Eschenbach respondente Ioanne Michael Pflug. Leipzig 1789.